# Чемпионат КОНКАКАФ среди женщин 2022
Чемпионат КОНКАКАФ среди женщин 2022 года станет 11-м соревнованием, в котором будет участвовать старшие женские национальные сборные членов КОНКАКАФ. В турнире, который состоится в июле 2022 года, сыграют восемь команд.
Турнир будет служить отборочным этапом КОНКАКАФ к чемпионату мира по футболу среди женщин 2023 года в Австралии и Новой Зеландии. Четыре лучшие команды выйдут на чемпионат мира, а две дополнительные команды пройдут в плей-офф.
Соединенные Штаты — двукратные действующие чемпионы соревнований, выиграв турниры 2014 и 2018.

## Квалификация
Отборочный турнир женского чемпионата КОНКАКАФ пройдёт в ноябре 2021 года и апреле 2022 года. Команды будут разделены на шесть групп по пять в каждой и проведут одиночные матчи по круговой системе (два домашних и два выездных). Если будет заявлено более тридцати ассоциаций-членов КОНКАКАФ, перед отборочным групповым этапом будет проведен предварительный квалификационный раунд. Шесть победителей групп пройдут в финальный турнир.

### Квалифицированные команды
Следующие команды прошли квалификацию в финальный турнир. Канада и США, две команды КОНКАКАФ, занимающие самые высокие места в Мировом рейтинге ФИФА среди женщин, прошли квалификацию автоматически.

## Формат
В турнире, который состоится в июле 2022 года, сыграют восемь команд. Они будут разделены на две группы по четыре команды и сыграют одиночные матчи по круговой системе. Лучшие команды каждой группы выйдут в плей-офф. Соревнования позволят отобрать четыре команды КОНКАКАФ для участия в Чемпионате мира по футболу среди женщин 2023 года в Австралии и Новой Зеландии, а две дополнительные команды будут участвовать в стыковочных матчах.